# Euvrilletta sequoiae
Euvrilletta sequoiae är en skalbaggsart som först beskrevs av Van Dyke 1946.  Euvrilletta sequoiae ingår i släktet Euvrilletta och familjen trägnagare. Inga underarter finns listade i Catalogue of Life.